# 寿美花代
寿美 花代（すみ はなよ、1932年〈昭和7年〉2月6日 - ）は、日本の女優、タレント。宝塚歌劇団の元星組男役トップスター。東宝芸能所属。兵庫県西宮市出身。本名は髙嶋 節子（たかしま せつこ）、旧姓は松平（まつだいら）。宝塚歌劇団時代の愛称はマッちゃん。

## 来歴

### 生い立ち
日産自動車に勤務する松平八郎と岐阜県高山市出身の大坪つゆの長女として生まれる。祖父の松平莞爾は、徳川家康の異父弟にあたる松平勝俊を家祖とし、後に多古藩の藩主となった松平勝義の四男・松平勝光を祖とする久松松平氏の流れを汲む旗本松平家に生まれ、維新後は牧之原台地茶畑開墾に従事するが、東京に戻り宮内省に出仕した。このため同じく久松松平氏の流れを汲むアナウンサーの松平定知は遠縁にあたる。また、山岡鉄舟の一刀正伝無刀流の門下であった。
戦時中は岐阜県下呂市にある寺の親族の元に縁故疎開していた。

### 宝塚歌劇団へ
芦屋高等女学校（現：芦屋学園中学校・高等学校）を経て、1948年、宝塚歌劇団に入団。宝塚歌劇団35期生。宝塚時代の配属組は月、星、声楽専科の順である。『春のをどり』で初舞台を踏む。宝塚入団時の成績は46人中35位。宝塚に入るまで女性のみの劇団ということに気付いていなかった。スターになったきっかけは代役で、その条件はカツラが頭に合ったことだった。
1951年、『蜜蜂の冒険』の代役で主役ペーアを演じる。1952年、『猿飛佐助』で初主演し、その人気はブロマイドの売り上げ1位になるほどであった。1953年には『アンニー・ローリー』で宝塚新人演技賞を受賞。1958年、『三つのワルツ』で淀かおる、大路三千緒とともに芸術祭奨励賞（大衆芸能の部）を受賞する。
1960年の『華麗なる千拍子』では芸術祭賞、テアトロン賞を受賞。翌1961年にも上演され出演している。それまでの男役とは違い、パイナップルの女王役で網タイツの脚線美を披露した場面が話題をさらった。『華麗なる千拍子』は映像が現存する。
同1961年12月31日、第12回NHK紅白歌合戦に初出場（下記参照）。
在団中は男役で活躍する一方で、映画に外部出演している（下記参照）。
1963年、高島忠夫との結婚のため、花・星組合同公演『タカラジェンヌに栄光あれ』を最後に退団。

### 退団後
高島との結婚後は、『ごちそうさま』に夫婦で長年出演するなど、主にテレビ番組で活躍を続ける。
平成以降、『平成教育委員会』や『ちちんぷいぷい』などのバラエティ番組にも単独で出演している。
2014年、古巣・宝塚歌劇団100周年記念で創設された『宝塚歌劇の殿堂』最初の100人のひとりとして殿堂入りを果たしている。

## 人物

### 家族
夫の高島との関西弁の巧みな話術を交わすおしどり夫婦ぶりはよく知られており、高島がうつ病で活動を控えるまで夫婦でのテレビ出演が多かった。私生活では高島との間に3男を授かった。ただし、長男・道夫は1964年に生後5か月で家政婦に殺害された（高島忠夫長男殺害事件）。その長男が殺害された方法が湯船に沈められての溺死であったことから、寿美はこの時の心的外傷から、未だに湯船につかることができない事を各メディアで述べている。後に出生した第二子の髙嶋政宏、第三子の髙嶋政伸も俳優として活躍し、家族そろって同じ事務所に所属している。夫方の姪はヴァイオリニストの高嶋ちさ子。

### 妹
寿美の妹も松平 三保の芸名で宝塚に在籍していて、トップ就任はならなかったが姉同様スターとなったことでも知られる。松平三保の娘（芸名：松平 瑠美）も宝塚在籍歴があり、芸名の命名や劇団生活を送る上での助言、相談に度々乗っていたことも知られていた。

## 主な出演作品

### 宝塚歌劇団時代の主な舞台
- 1948年 「春のをどり」（初舞台）
- 1951年 「蜜蜂の冒険」「虞美人」
- 1952年 「源氏物語」「猿飛佐助」（初主演）「シャンソン・ド・パリ」「ジャワの踊り子」
- 1953年 「ニューヨーク幻想曲」「コッペリア」「アンニー・ローリー」
- 1955年 「ミランの恋人たち」「マルタ」「国姓爺合戦」
- 1956年 「若草物語」「ローサ・フラメンカ（スペインの情熱）」「私のアンジェラ」「刀を抜いて」
- 1957年 「乞食と殿様」「ブーケ・ド・パリ」「夏と祭り」「ハワイ・コールス」「青い麦わら帽子」「赤と黒」「若い人々―続高校三年生―」「秋の踊り（三都アルバム）」「年忘れ狸御殿」「花姿宝塚踊り」
- 1958年 「花詩集」「光明皇后」「ハイ・ティーン」「三つのワルツ」「花の饗宴」
- 1959年 「日本美女絵巻」「ミュージックアルバム」「黒のあざ姫と炭焼」「シャンソン・ダムール」
- 1960年 「春の踊り（日本の恋の物語）」「ビバ・ピノキオ」「山びと」「華麗なる千拍子」（芸術祭賞受賞）「泣きべそ女房」「オープン・ザ・ウィンドウ」
- 1961年 「朧夜源氏」「華麗なる千拍子」「フォルテで行こう」「黒い太陽―黒人霊歌」「剣豪と牡丹餅」
- 1962年 「メイド・イン・ニッポン」（通産大臣賞受賞）「タカラジェンヌに栄光あれ」（退団公演）

### 映画

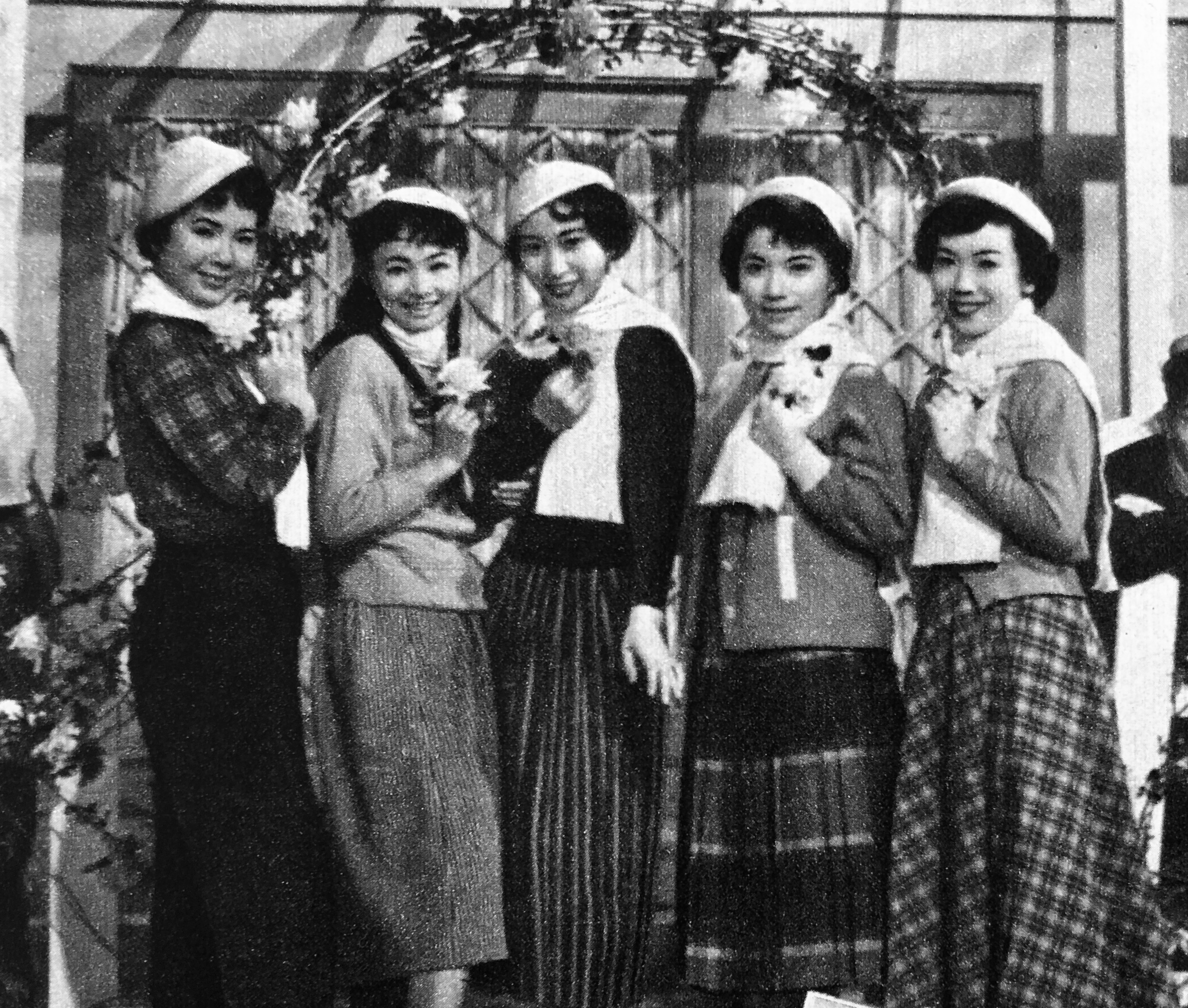
『ジャズ娘乾杯』（1955年）

- 1952年 東宝「元禄水滸伝」 - 大石主税 役
- 1953年 宝塚映画「千姫」 - 踊る腰元 役
- 1954年
  - 宝塚映画「右門捕物帖 妖鬼屋敷」 - 咲江 役
  - 東宝「水着の花嫁」 - 八百板勝子 役
- 1955年
  - 東宝「天下泰平」 - 矢瀬由比子 役
  - 東宝「続・天下泰平」
  - 宝塚映画「ジャズ娘乾杯!」 - 長女・高子 役
  - 日本&イタリア合作映画「蝶々夫人」 - 芸者 役
  - 宝塚映画「女の学校」 - 羽鳥明子 役
  - 東宝「歌え!青春 はりきり娘」（共演：美空ひばり） - 車掌・花江 役
- 1961年 大映「新源氏物語」（共演：市川雷蔵、若尾文子） - 藤壺／桐壺 役

### 情報・バラエティ番組
- ごちそうさま（日本テレビ） - 夫・高島忠夫と夫婦で司会
- 山田邦子のしあわせにしてよ (TBS)
- 平成教育委員会（フジテレビ）
- ドキドキ世界大冒険 (テレビ朝日)
- ちちんぷいぷい（毎日放送） - 不定期出演
- 徹子の部屋（テレビ朝日）

### テレビドラマ
- 歌の花園 - 大阪テレビ放送（現・朝日放送）、1958年9月11日放映
- 火曜サスペンス劇場・貴賓室の怪人 - 日本テレビ、2002年2月5日放映 - 浅見雪江役
- うつへの復讐 〜絶望からの復活〜 - 日本テレビ、2007年6月26日放映。夫・忠夫の6年にも及ぶ闘病生活をドラマ化したもの。ドキュメンタリー部に出演。

### CM
- 味の素 味の素のおみそ汁（1980年） - 夫・高島忠夫と夫婦で共演
- フジカラー 写ルンです（1995年 - 1996年） - 夫および息子の政宏・政伸と共演。

## NHK紅白歌合戦出場歴
| 年度/放送回               | 曲目           | 対戦相手 |
| ------------------------- | -------------- | -------- |
| 1961年（昭和36年）/第12回 | ジャズ・バンド | 森繁久彌 |